# Santa Ana, Durango
Santa Ana är en ort i Mexiko.   Den ligger i kommunen Ocampo och delstaten Durango, i den centrala delen av landet, 1 100 km nordväst om huvudstaden Mexico City. Santa Ana ligger 1 999 meter över havet och antalet invånare är 124.
Terrängen runt Santa Ana är varierad. Runt Santa Ana är det mycket glesbefolkat, med 4 invånare per kvadratkilometer. Närmaste större samhälle är Santa Bárbara, 17,3 km nordost om Santa Ana. Omgivningarna runt Santa Ana är i huvudsak ett öppet busklandskap.